# Eremopyga
Eremopyga is een geslacht van zee-egels uit de familie Diadematidae.

## Soorten
- Eremopyga debilis Mortensen, 1940
- Eremopyga denudata (de Meijere, 1902)